# Dardano Sacchetti
Dardano Sacchetti (* 27. Juni 1944 in Montenero di Bisaccia) ist ein italienischer Drehbuchautor.
Sacchetti begann seine Laufbahn im Filmgeschäft als Drehbuchautor Anfang der 1970er Jahre nach einem Treffen mit Dario Argento für dessen Die neunschwänzige Katze. Danach entstanden eine Vielzahl von Büchern für Spannungsfilme, die fast immer dem Polizeifilm- und Horrorfilmgenre zugehörten, so mehrmals für Lucio Fulci und dessen Splatterfilme. Daneben entwickelte er u. a. mit Tomás Milián dessen „Monezza“-Charakter, der im deutschsprachigen Raum als Superbulle vermarktet wurde. Bis heute war Sacchetti an mehr als 90 Filmproduktionen beteiligt, oftmals unter dem Pseudonym David Parker jr. Seit den 1990er Jahren schreibt er meist für das Fernsehen.

## Filmografie (Auswahl)
- 1971: Der Todesengel (La vittima designata)
- 1971: Die neunschwänzige Katze (Il gatto a nove code)
- 1974: Die gnadenlose Jagd (Squadra volante)
- 1975: Die Viper (Roma a mano armata)
- 1976: The 44 Specialist (Mark colpisce ancora)
- 1976: Killer der Apokalypse (La legge violenta della squadra anticrimine)
- 1976: Das Schlitzohr und der Bulle (Il trucido e lo sbirro)
- 1977: A Man Called Magnum (Napoli si ribella)
- 1977: Die Gangster-Akademie (La banda del trucido)
- 1977: Die Gewalt bin ich (Il cinico, l'infame, il violento)
- 1977: Die sieben schwarzen Noten (Sette note in nero)
- 1977: Sonderkommando ins Jenseits (La polizia è sconfitta)
- 1978: Woodoo – Die Schreckensinsel der Zombies (Zombi 2)
- 1980: Ein Zombie hing am Glockenseil (Paura nella città dei morti viventi)
- 1980: Asphaltkannibalen (Apocalypse domani)
- 1980: Jäger der Apokalypse (L'ultimo cacciatore)
- 1981: Über dem Jenseits (E tu vivrai nel terrore – L'aldilà)
- 1981: Das Haus an der Friedhofsmauer (Quella villa accanto al cimitero)
- 1982: Amulett des Bösen (Manhattan baby)
- 1982: Amityville II – Der Besessene (Amityville 2 – The Possession)
- 1983: Er – Stärker als Feuer und Eisen (La guerra del ferro – Ironmaster)
- 1982: The Riffs – Die Gewalt sind wir (1990: I guerrieri del Bronx)
- 1983: Er – Stärker als Feuer und Eisen (La guerra del ferro – Ironmaster)
- 1983: Thunder (Thunder)
- 1984: Cut and Run (Inferno in diretta)
- 1984: Giant Killer (Impatto mortale)
- 1984: Monster Shark (Shark: Rosso nell'oceano)
- 1984: Sag’ nie wieder Indio (Cane arrabbiato)
- 1985: A Blade in the Dark (La casa con la scala nel buio)
- 1985: Dämonen 2 (Dèmoni)
- 1986: Midnight Killer (Morirai a mezzanotte)
- 1986: Body Count (Camping del terrore)
- 1986: Dämonen (Demoni 2 – L'incubo ritorna)
- 1986: Stripped to die (Sensi)
- 1986: Thunder 2
- 1987: Die Gruft (Un notte al cimitero) (Fernsehfilm)
- 1987: Karate Warrior (Il ragazzo dal kimono d'oro)
- 1987: Overthrow (Colpo di stato)
- 1987: Running Hero (Soldier of Fortune)
- 1987: Specters – Mächte des Bösen (Spettri)
- 1987: Until Death (Per sempre) (Fernsehfilm)
- 1988: Delta Force Commando
- 1988: Dinner with the Vampire (A cena col vampiro) (Fernsehfilm)
- 1988: Magic Ivory – Die Jagd nach dem goldenen Elfenbein (I predatori della pietra magica)
- 1988: Ratman (Quella villa in fondo al parco)
- 1988: Thunder 3 (Thunder 3)
- 1989: Cy-Warrior (Cyborg, il guerriero d'acciaio)
- 1989: Der Mörder-Alligator (Killer crocodile)
- 1989: War Bus II (Afghanistan – the last war bus)
- 1990: Killer-Krokodil II – Die Mörderbestie (Killer crocodile II)
- 1991: Das Pferd seiner Träume (Il ritorno di Ribot) (Fernseh-Miniserie)
- 1992: Krieg der Bosse (Due vite, un destino)
- 1992: Racheengel (L'angelo con la pistola)
- 1992: Wendekreis der Angst (Alibi perfetto)